# Leyendas (Dvořák)
Leyendas, Op. 59, B. 122, (en checo: Legendy) es un ciclo de diez pequeñas piezas del compositor checo Antonín Dvořák. La obra fue compuesta originalmente para dúo de piano, pero más tarde fue arreglada para una orquesta sinfónica.

## Contexto
El 15 de octubre de 1880, el día antes de terminar la partitura de su Sexta sinfonía, Dvořák escribió a su editor Fritz Simrock contándole acerca de sus planes para el futuro cercano, diciéndole que esperaba terminar un ciclo de dúos de pianos, «Leyendas», en el próximo mes. No obstante, no comenzó a esbozar el trabajo hasta el 30 de enero de 1881. La versión definitiva para piano fue creada del 12 de febrero al 23 de marzo de 1881, entre Praga y Vysoká u Příbrami.
Dvořák dedicó la composición al crítico Eduard Hanslick, quien elogió el ciclo con gran entusiasmo. La versión para dúo de piano fue impresa por la editorial alemana Simrock en el verano de 1881. Ese mismo año Dvořák arregló el ciclo para orquesta. La orquestación es diferente en cada pieza individual. La obra se estrenó en el año 1882, en un concierto en el Conservatorio de Praga (piezas 1, 3 y 4), bajo la batuta de Antonín Bennewitz. Tres «Leyendas» más (núms. 2, 5, 6) se estrenaron en un concierto de la Filarmónica de Viena el 26 de noviembre de 1882, dirigida por Wilhelm Jahn.

## Estructura
El ciclo consta de diez piezas:
1. Allegretto non troppo, quasi andantino (re menor)
2. Molto moderato (sol mayor)
3. Allegro giusto (sol menor)
4. Molto maestoso (do mayor)
5. Allegro giusto (la♭ mayor)
6. Allegro con moto (do♯ menor)
7. Allegretto grazioso (la mayor)
8. Un poco allegretto (fa mayor)
9. Andante con moto (re mayor)
10. Andante (si♭ menor)

La duración aproximada es de 40 minutos.